# Andrzej Dembowski (zm. 1579)
Andrzej Dembowski herbu Jelita (zm. w 1579 roku) – kasztelan sieradzki w latach 1569-1579, kasztelan brzeziński w latach 1563-1567, starosta łęczycki w latach 1567–1579, chorąży mniejszy łęczycki w latach 1554–1560, dworzanin królewski.
Jako przedstawiciel Korony Królestwa Polskiego podpisał akt unii lubelskiej 1569 roku. Podpisał dyplom elekcji Henryka III Walezego. W 1575 roku podpisał elekcję Maksymiliana II Habsburga.